# Krasnopriesnienskaja
Krasnopriesnienskaja (ros. Краснопресненская – Czerwonopriesnienska) – stacja moskiewskiego metra na linii okrężnej (kod 078), otwarta na odcinku domykającym okrąg linii. Od 1972 roku na stacji istnieje możliwość przejścia na stację Barrikadnaja linii Tagańsko-Krasnopriesnieńskiej. Nazwa pochodzi od ulicy Krasnaja Priesnia, podobnie jak pobliskiej zajezdni Tcz-4 Krasnaja Priesnia (ТЧ-4 «Красная Пресня»), stacja położona w rejonie Priesnienskij w centralnym okręgu administracyjnym Moskwy. Wyjścia prowadzą na ulice Krasnaja Priesnia i Konjuszkowska.

## Wystrój i podział
Stacja jest trzykomorowa, jednopoziomowa, posiada jeden peron. Motywem przewodnim wystroju są rewolucje z lat 1905 i 1917. Pylony obłożono ciemnoczerwonym granitem, a gzymsy białym marmurem. Sufity stacji ozdabiają płaskorzeźby – w środkowej części stacji znajduje się ich łącznie 14. Osiem z nich ukazuje wydarzenia z 1905 roku, a pozostałe - z 1917 roku. Posadzki wyłożono czerwonym, szarym i czarnym granitem. Na końcu stacji stał pomnik Lenina i Stalina, ale został przeniesiony przy budowie przejścia na stację Barrikadnaja. Przed westybulem, zbudowanym jako rotunda, stoi pomnik młodego rewolucjonisty, uczestnika powstania moskiewskiego 1905 r., „Drużynnik” (Дружинник).

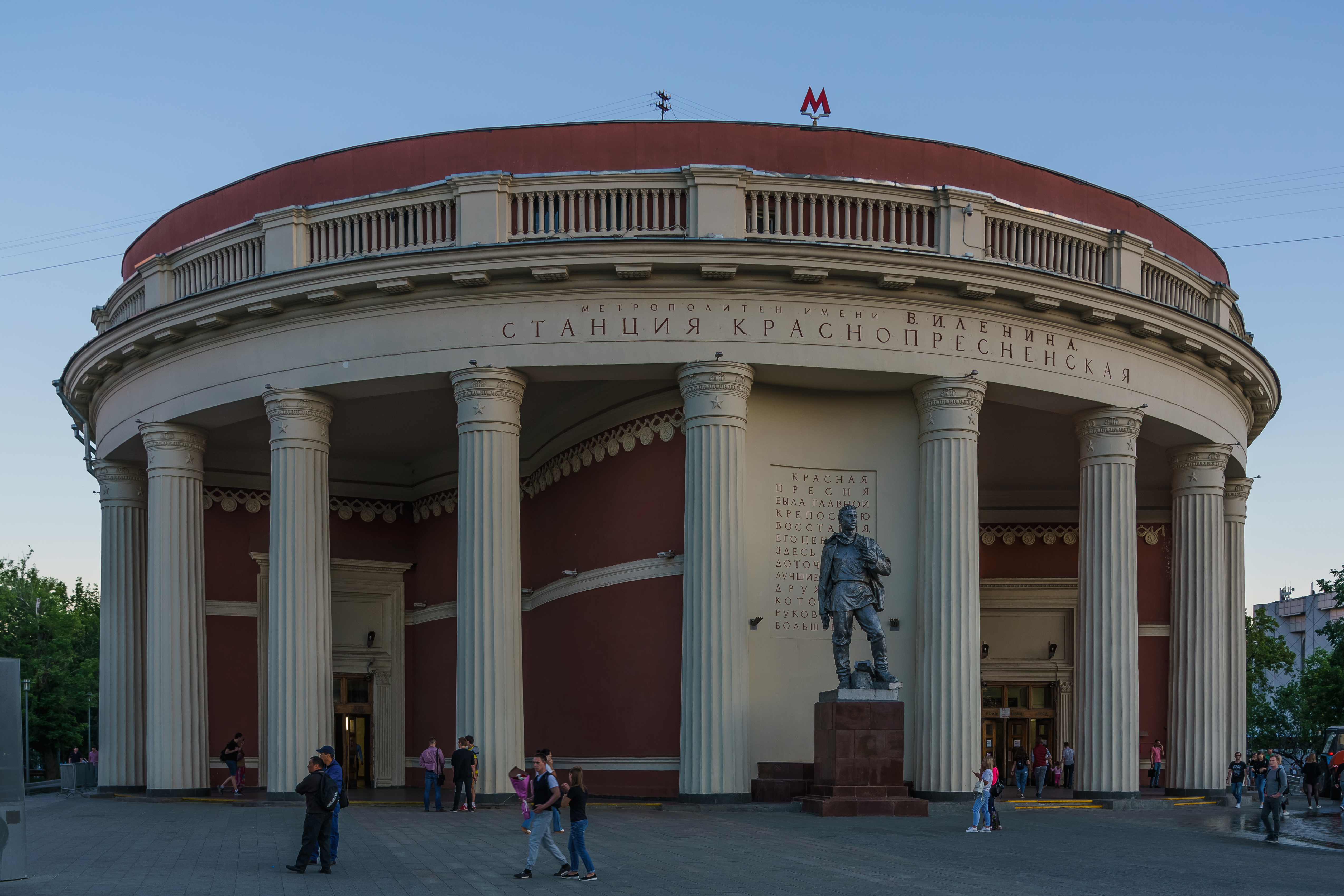
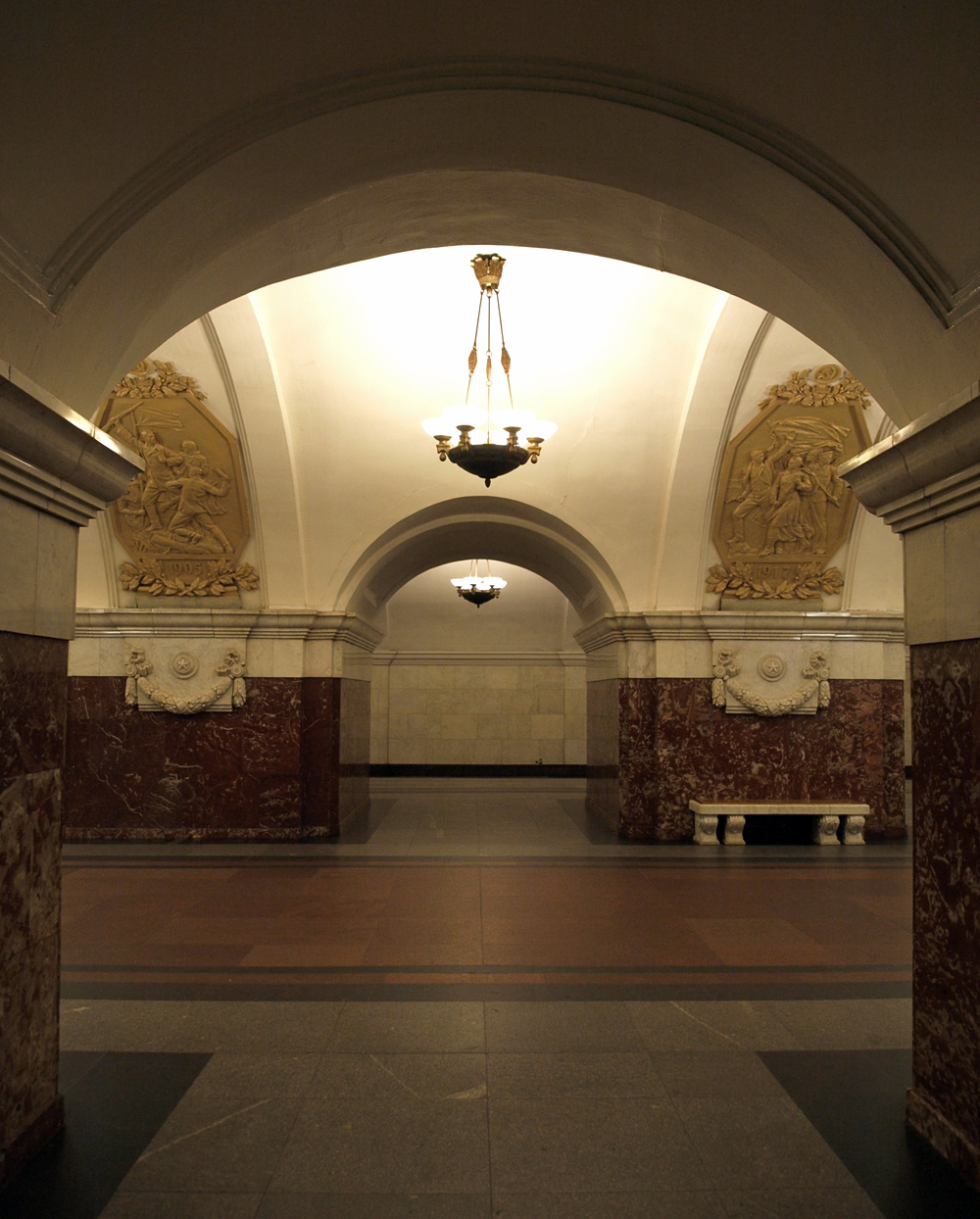
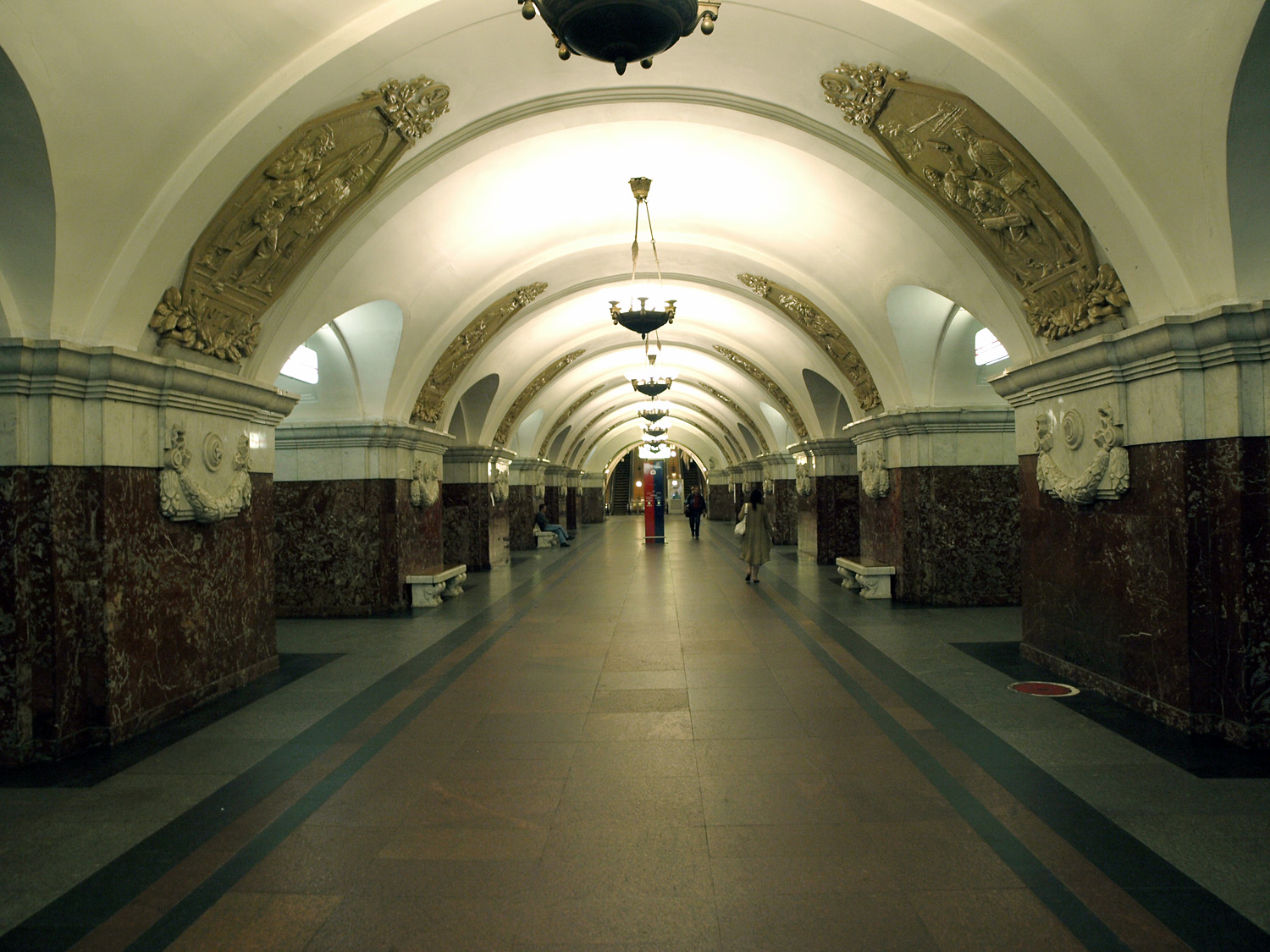